# とーがね!おまつり部
『とーがね！おまつり部』（とーがねおまつりぶ）は、千葉県東金市の関連企業・団体の制作による日本のテレビアニメ作品。2022年4月から6月までチバテレビにて放送された。

## 概要
2022年2月22日、千葉県東金市の町おこしプロジェクトの一環として制作が報じられた。動きはなく一枚絵の表情差分のみで構成されるノベルゲームのような形式で、背景には実際の東金市の写真を使用している。
声優に工藤晴香や関智一の人気声優の起用の他、監督は「仮面ライダー」シリーズ、「スーパー戦隊」シリーズなどの特撮やドラマなどの実写作品を数多く手掛ける鈴村展弘が担当する事も併せて発表された

。
東金市、東金市観光協会、東金商店街連合協同組合、東金商工会議所、現地企業、現地学校法人等が全面協力している。
放送終了後の2022年10月23日、メイン声優たちが東金に集結し、「東金とーがね！おまつり部まつり」と題したリアルイベントを行い、現実にお祭りを復活させる形となった。
2023年11月19日、東金市の産業祭にて新作制作を発表。主演が大塚紗英、監督は前作に続き鈴村展弘が担当する事がアナウンスされた。放送は2024年予定。
2024年9月2日、TOKYO MXにて再編集版が放送されることが発表された。当時のイラストとボイスデータを使用しての再編集・一部背景やBGMの差し替えを行ったものであるためもちろん動か（け）ない

## あらすじ
お祭りが大好きな主人公・栃野みのりと友人たちが、 街から消えてしまったお祭りを復活させ、かつての文化が残り東金の商業の中心であった駅西側を再び盛り上げていこうと奮闘する物語。

## 登場キャラクター
栃野みのり（とちのみのり）
声 –工藤晴香
東金出身の高校生。三度の飯よりお祭りが大好き。東京に引っ越して東金を離れていたがこの春東金に戻ってきた。
お祭りがなくなったことにショックを受けるが、ならば自分で祭りをやってやる！と仲間を集めはじめる。
少し暴走しがちだが、真っ直ぐな性格。恋には奥手。
景勝ゆりか（かげかつゆりか）
声 –岡本麻衣
老舗旅館・八鶴館の娘。料理人で高校生。
天才的な料理の腕を持っており、料理に対してストイックに向き合う姿勢から厨房では尊敬を集めている。…が立場的にはアルバイト（時給950円）。
お祭りには興味がなかったものの、祭りへ来た客に本物の屋台料理をふるまえる、とみのりの味方につく。
暴走するみのりやいおなにツッコミ続け、疲れ果てている。
神代すばる（かみしろすばる）
声 –工藤ひなき
日吉神社の巫女。一見すると小柄でおとなしそうに見えるが、実は地元のヤンチャな若い衆を仕切る女の子。
西側で、もっとも強い権力を持っているといっても過言ではなく、当初は祭りを再開する気はさらさらなかったが、みのりの気合に心が揺れる。
いつもなぜかやっさくんといっしょに行動している。
菜花りあん（なばなりあん）
声 –篠原夢
いちご農園の娘。駅前のいちご飴屋さんに納品をしている。竹を割ったようなさっぱりとした性格。
すばると仲がいい。スポーツ全般が得意なため、よく部活の助っ人をしている。
本人はいちごを育てることにしか興味はないが、非常に良い成績を残してしまう。モテる。
岡田いおな（おかだいおな）
声 –葉月ひまり
半年前に転校してきたおしとやかな女の子。物腰が柔らかく常識もあるが、金銭面に関してだけは世間からズレている。
みのりと仲良くなるにつれて隠れていた暴走癖が顔を覗かせる。
やっさくん
声 –関智一
すばるに寄り添う謎の存在。東金市に実在するゆるキャラ。
大神真也（おおがみしんや）
声 – 半田健人
6話より出演。声優を務めた半田は、監督の鈴村展弘とは『仮面ライダー555』以来19年振りのタッグとなる。
岡田じんごろう（おかだじんごろう）
声 – 山崎潤
カミサマ
声 – 矢尾一樹
ナミカワ社長
声 – 永田裕志
ゲスト出演。声優を務めた永田は東金市出身である。

## スタッフ
- 監督：鈴村展弘
- シリーズ構成：塩味鷹虎
- キャラクターデザイン：時庭遊
- キャラクター提供：藤沢とおる　佐藤元
- 演出・音響効果 – 下田義浩
- プランニングマネージャー：中島弘道
- 音響監督・キャスティング：和田拓
- 音楽：出口遼

## 主題歌
オープニングテーマ「おどりゃんせ」
作詞・作曲：出口遼　編曲：出口遼・飯田涼太／歌：栃野みのり（CV：工藤晴香）
エンディングテーマ「東金タイムカプセル～ココロノヒミツ～」
作詞・作曲：TЯicKY　編曲：マジョリカ・マジョルカ・マジカルひもり（Jin-Machine）／歌：TЯicKY
挿入歌「東金戦隊やっさくん」（第４話）
作詞：NewJack拓郎　作曲・編曲：下田義浩／歌：NewJack拓郎

## 各話リスト
| 話数           | サブタイトル                     | 放送日        |
| -------------- | -------------------------------- | ------------- |
| 第1話          | おまつり部、解散！？             | 2022年4月4日  |
| 第２話         | 帰ってきたおまつり娘             | 2022年4月11日 |
| 第3話          | おまつり部、結成！               | 2022年4月18日 |
| 第4話          | おまつり部、プレゼン作戦！       | 2022年4月25日 |
| 第5話          | おまつり部、究極の味！           | 2022年5月2日  |
| 第6話          | おまつり部と東金リベンジャーズ！ | 2022年5月9日  |
| 第7話          | おまつり部、本当のはじまり       | 2022年5月16日 |
| 第8話          | おまつり部と、いちごパニック！   | 2022年5月23日 |
| 第9話          | おまつり部、やっさくんの1日！    | 2022年5月30日 |
| 第10話         | おまつり部、そして東のドン！     | 2022年6月6日  |
| 第11話         | おまつり部、祭りのはじまり       | 2022年6月13日 |
| 第12話（前編） | おまつり部、永遠に！（前編）     | 2022年6月20日 |
| 第12話（後編） | おまつり部、永遠に！（後編）     | 2022年6月27日 |

## 放送局
| 放送地域   | 放送局     | 放送期間                   | 放送日時  | 備考                             |
| ---------- | ---------- | -------------------------- | --------- | -------------------------------- |
| 関東広域圏 | チバテレビ | 2022年4月4日–2022年6月27日 | 月曜25:14 | 『NEXT TV チバドコロ』内にて放送 |

| 放送地域   | 放送局   | 放送期間             | 放送日時  | 備考 |
| ---------- | -------- | -------------------- | --------- | ---- |
| 関東広域圏 | TOKYO MX | 2024年10月3日–2024年 | 木曜25:20 |      |

| 配信開始      | 配信時間        | 配信サイト |
| ------------- | --------------- | ---------- |
| 2022年4月5日– | 火曜日20:00更新 | YouTube    |